# Periclimenes aegylios
Periclimenes aegylios is een garnalensoort uit de familie van de steurgarnalen (Palaemonidae). De wetenschappelijke naam van de soort werd in 1996 voor het eerst geldig gepubliceerd door Gian Bruno Grippa en Cédric d'Udekem d'Acoz als een ondersoort van Periclimenes sagittifer onder het protoniem van Periclimenes sagittifer aegylios. Deze garnaal komt die voor in de Adriatische Zee en de westelijke Middellandse Zee.